# 三宅亀吉
三宅 亀吉（みやけ かめきち、1885年（明治18年）12月14日 - 1962年（昭和37年）1月14日）は、大正から昭和時代前期の公吏。東京市蒲田区長、浅草区長。

## 経歴
三宅為勇の長男として東京市に生まれる。京華中学校を卒業後、東京市街鉄道、東京鉄道にて勤務する。1911年（明治44年）東京市電気局に奉職し、経理課長、中央卸売市場嘱託を経て、1936年（昭和11年）10月、蒲田区長に就任した。1938年（昭和13年）12月、浅草区長に転じ、1942年（昭和17年）9月まで務めた。